# Robledillo (Ávila)
Robledillo es una localidad española del municipio de Solosancho, perteneciente a la provincia de Ávila, en la comunidad autónoma de Castilla y León.

## Geografía
Se encuentra a unos 23 km de la capital provincial tomando la N-502 en dirección a Córdoba. Está ubicada en las estribaciones de la sierra de la Paramera, camino de la sierra de Gredos, es uno de los últimos pueblos que forman parte del valle Amblés, antes de comenzar a subir el puerto de Menga.
Robledillo junto con Baterna, Villaviciosa y Solosancho forman parte del municipio de Solosancho.

## Demografía
| Gráfica de evolución demográfica de Robledillo entre 2000 y 2011              |
|                                                                               |
| Población (2000-2011) según el nomenclátor de unidades poblacionales del INE. |

## Historia
A mediados del siglo XIX el lugar tenía contabilizadas de 40 a 54 casas. Aparece descrito en el decimotercer volumen del Diccionario geográfico-estadístico-histórico de España y sus posesiones de Ultramar de Pascual Madoz de la siguiente manera:

ROBLEDILLO: l. unido para formar ayunt. y felig. con Solosancho (1/4 leg.) en la prov., part. jud. y dióc. de Avila (4), aud. terr. de Madrid (20), c. g. de Castilla la Vieja (Valladolid (24): sit. en terreno algun tanto elevado y bastante húmedo; le combaten con mas frecuencia los vientos N. y E., y su clima es muy frio, padeciéndose por lo comun afecciones de pecho. Tiene de 40 á 54 casas inferiores, sin ningun establecimiento público. Confina el térm. N. La Torre; E. Sotalbo y Nicera; S. Solosancho, y O, Muñogalindo; en el se encuentran varias fuentes de escelentes aguas de las cuales se utilizan los vec. para sus usos; diferentes minas de plomo, bastante monte de encina, roble y maleza pertenecientes al Sr. Duque de la Roca; algunas canteras de piedra bastante buenas, muchas dehesas de pastos: le cruza una garganta que desciende de las sierras de Avila. El terreno es de regadío y secano. caminos que dirigen á los pueblos limítrofes. prod.: trigo, cebada, centeno, patatas, habas, lino, y garbarzos: mantiene ganado vacuno, y cria caza de perdices, conejos y liebres. pobl.: con su matriz.
(Madoz, 1849, p. 522)

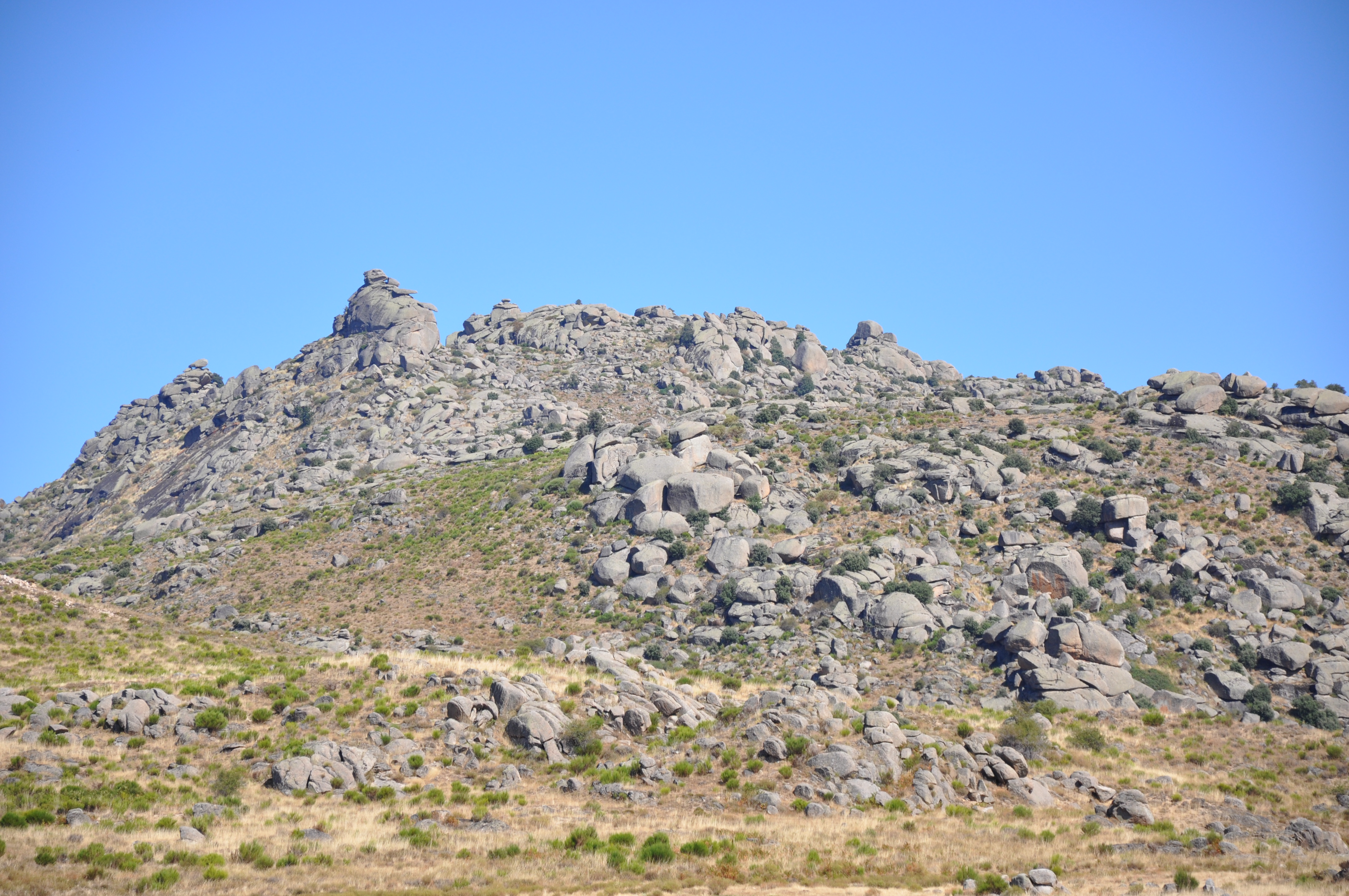
Escenarios donde se rodaron algunas de las primeras escenas de Conan el Bárbaro entre Robledillo y La Hija de Dios

En el camino de las Aleguillas que va de Robledillo al río de la Hija en 1981 se rodaron unas escenas al principio de la película Conan el Bárbaro. Cuentan que la sangre falsa que trajeron los especialistas desde Hollywood se congelaba en los fríos días de rodaje en Ávila y Segovia. Para rebajar su punto de congelación, la empezaron a mezclar con vodka para que quedara bien en cámara. Los extras que fallecían en la batalla, una vez quedaban tirados en el suelo, aprovechaban para beberse lo que debía ser, literalmente, su sangre. Curiosamente el rodaje de la película en la provincia de Ávila y en la de Segovia coincidió  con el golpe de Estado del 23-F y la Guardia Civil interrumpió y paralizó la producción, la cinta salió adelante filmándose en su totalidad en España. Los agentes de la benemérita estuvieron en Valsaín un puñado de horas hasta que comprobaron que todo estaba en orden. Cuando la situación en Madrid comenzó a relajarse, los técnicos del filme retomaron su trabajo sin más percances.
En el año 2011 tenía una población de 124 habitantes.

## Fiestas
Las fiestas patronales son en el mes de febrero en honor de Nuestra Señora de las Candelas, el día 2. En la actualidad y desde hace poco más de una década se celebran en el último fin de semana de julio unas fiestas de verano para mayor disfrute de los habitantes y visitantes del pueblo.